# Чобанка
 Тази статия е за селото в Южна България.  За растението вижте Чобанка (род).  
Чобанка е село в Южна България. То се намира в община Момчилград, област Кърджали.

## География
Село Чобанка се намира в планински район.

## Население
Численост и дял на етническите групи според преброяването на населението през 2011 г.:
|                     | Численост | Дял (в %) |
| Общо                | 267       | 100,00    |
| Българи             | 4         | 1,49      |
| Турци               | 263       | 98,50     |
| Цигани              | 0         | 0,00      |
| Други               | 0         | 0,00      |
| Не се самоопределят | 0         | 0,00      |
| Неотговорили        | 0         | 0,00      |